# Podospora
Podospora is een geslacht van schimmels uit de familie Podosporaceae. De typesoort is Podospora fimiseda.

## Soorten
Volgens Index Fungorum telt het geslacht 110 soorten (peildatum oktober 2023):
| Soortnaam                                         | Auteur(s)                                                            | Publicatiejaar |
| ------------------------------------------------- | -------------------------------------------------------------------- | -------------- |
| Podospora adelura                                 | (Griffiths) Cain                                                     | 1962           |
| Podospora alexandri                               | Doveri                                                               | 2004           |
| Podospora ampullacea                              | Cailleux                                                             | 1969           |
| Podospora anamalayensis                           | V.G. Rao & Varghese                                                  | 1989           |
| Podospora anomala                                 | (Griffiths) Cain                                                     | 1962           |
| Podospora apiculifera                             | (Speg.) Mirza & Cain                                                 | 1970           |
| Podospora appendiculata (Witkopmenhirzwammetje)   | (Auersw.) Niessl                                                     | 1883           |
| Podospora araneosa                                | (Cain) Cain                                                          | 1962           |
| Podospora argentinensis (Maximamenhirzwammetje)   | (Speg.) J.H. Mirza & Cain                                            | 1970           |
| Podospora australis                               | (Speg.) Niessl                                                       | 1883           |
| Podospora austroamericana                         | (Speg.) J.H. Mirza & Cain                                            | 1970           |
| Podospora austrohemisphaerica                     | N. Lundq.                                                            | 1999           |
| Podospora badia                                   | Sultana                                                              | 1987           |
| Podospora bicolor                                 | Cailleux                                                             | 1969           |
| Podospora bicornis                                | N. Lundq.                                                            | 1970           |
| Podospora bifida                                  | N. Lundq.                                                            | 1972           |
| Podospora bizantiorum                             | Y.P. Tan                                                             | 2022           |
| Podospora brasiliensis                            | Cain                                                                 | 1962           |
| Podospora brunnescens                             | (W. Gams) S.K. Huang & K.D. Hyde                                     | 2021           |
| Podospora bulbillosa                              | (W. Gams & Mouch.) X. Wei Wang & Houbraken                           | 2019           |
| Podospora bullata                                 | A.E. Bell & Mahoney                                                  | 2016           |
| Podospora cainii                                  | Narendra & V.G. Rao                                                  | 1976           |
| Podospora caligata                                | R.S. Khan & Cain                                                     | 1972           |
| Podospora caprarum                                | Petr.                                                                | 1929           |
| Podospora castorinospora                          | Cain                                                                 | 1962           |
| Podospora castorinospra                           | Cain                                                                 | 1962           |
| Podospora cecropiae                               | C. Ram                                                               | 1968           |
| Podospora coeruleotecta                           | (Rehm) Cain                                                          | 1962           |
| Podospora collapsa (Knikkerzakmenhirzwammetje)    | (Griffiths) Cain                                                     | 1962           |
| Podospora communis (Kromharig menhirzwammetje)    | (Speg.) Niessl                                                       | 1883           |
| Podospora costaricensis                           | (G.C. Carroll & Munk) Y. Marín, A.N. Mill. & Stchigel                | 2020           |
| Podospora cryptospora                             | Rehm                                                                 | 1915           |
| Podospora cupiformis                              | Cailleux                                                             | 1969           |
| Podospora dacryoidea                              | S.K. Huang & K.D. Hyde                                               | 2021           |
| Podospora dactylina                               | N. Lundq.                                                            | 1970           |
| Podospora dagobertii                              | C. Moreau                                                            | 1954           |
| Podospora dasypogon                               | N. Lundq.                                                            | 1972           |
| Podospora deltoides                               | R.S. Khan & J.C. Krug                                                | 1989           |
| Podospora dennisiae                               | Y.P. Tan, Bishop-Hurley, Marney, R.G. Shivas                         | 2022           |
| Podospora deropodalis                             | R.S. Khan & Cain                                                     | 1972           |
| Podospora didyma                                  | J.H. Mirza & Cain                                                    | 1970           |
| Podospora dimorpha                                | A.E. Bell                                                            | 2004           |
| Podospora dolichopodalis                          | J.H. Mirza & Cain                                                    | 1970           |
| Podospora egyptiaca                               | N. Lundq.                                                            | 1970           |
| Podospora ellisiana                               | (Griffiths) J.H. Mirza & Cain                                        | 1970           |
| Podospora euphratica                              | Abdullah                                                             | 1987           |
| Podospora excentrica (Kwastharig menhirzwammetje) | N. Lundq.                                                            | 1972           |
| Podospora fabiformis                              | A.E. Bell & Mahoney                                                  | 2005           |
| Podospora fibrinocaudata                          | R.S. Khan & J.C. Krug                                                | 1992           |
| Podospora filiformis                              | Cailleux                                                             | 1969           |
| Podospora fimiseda                                | (Ces. & De Not.) Niessl                                              | 1883           |
| Podospora flexuosa                                | (Madrid, Cano, Gené & Guarro) S.K. Huang & K.D. Hyde                 | 2021           |
| Podospora gigantea                                | J.H. Mirza & Cain                                                    | 1970           |
| Podospora globosa (Kaal menhirzwammetje)          | (Massee & E.S. Salmon) Cain                                          | 1962           |
| Podospora granulostriata                          | N. Lundq.                                                            | 1972           |
| Podospora gwynne-vaughaniae                       | (W.M. Page) Cain                                                     | 1962           |
| Podospora hamata                                  | (B. Wu, K.D. Hyde, Jing Z. Sun & Xing Z. Liu) S.K. Huang & K.D. Hyde | 2021           |
| Podospora hirsuta                                 | P.A. Dang.                                                           | 1907           |
| Podospora hyalopilosa                             | (R. Stratton) Cain                                                   | 1962           |
| Podospora ignota                                  | A.E. Bell & Mahoney                                                  | 2005           |
| Podospora immersa                                 | (R. Stratton) Cain                                                   | 1962           |
| Podospora inaequilateralis                        | (Cain) Cain                                                          | 1962           |
| Podospora inflatula                               | Cain                                                                 | 1962           |
| Podospora inquinata                               | Udagawa & S. Ueda                                                    | 1985           |
| Podospora intestinacea (Langhalsmenhirzwammetje)  | N. Lundq.                                                            | 1972           |
| Podospora jamaicensis                             | (B.M. Robison) S.K. Huang & K.D. Hyde                                | 2021           |
| Podospora karachiensis                            | Mirza & Cain                                                         | 1970           |
| Podospora kilimandscharica                        | (Alf. Schmidt) Cain                                                  | 1962           |
| Podospora lautarea                                | Guiraud, Sage, Seigle-Mur. & Steiman                                 | 1994           |
| Podospora leporina (Schemermenhirzwammetje)       | (Cain) Cain                                                          | 1962           |
| Podospora levis                                   | Milovtz.                                                             | 1937           |
| Podospora lindquistii                             | García-Zorrón                                                        | 1977           |
| Podospora longicaudata                            | (Griffiths) Cain                                                     | 1962           |
| Podospora longispora                              | (Bat. & Pontual) N. Lundq.                                           | 1972           |
| Podospora macrodecipiens                          | M.J. Richardson                                                      | 2008           |
| Podospora macropodalis                            | Mirza & Cain                                                         | 1970           |
| Podospora macrospora                              | (Guarro & Calvo) S.K. Huang & K.D. Hyde                              | 2021           |
| Podospora mexicana                                | Mirza & Cain                                                         | 1970           |
| Podospora millespora                              | (Alf. Schmidt) Cain                                                  | 1962           |
| Podospora minipistillata                          | R.S. Khan & J.C. Krug                                                | 1989           |
| Podospora minor                                   | Ellis & Everh.                                                       | 1897           |
| Podospora multicaudiculata                        | Cailleux                                                             | 1969           |
| Podospora multispora                              | R.S. Khan & Cain                                                     | 1972           |
| Podospora obclavata                               | A.E. Bell                                                            | 2006           |
| Podospora ontariensis                             | (Cain) Cain                                                          | 1962           |
| Podospora ostlingospora                           | Cain                                                                 | 1962           |
| Podospora papilionacea                            | N. Lundq.                                                            | 1973           |
| Podospora papillata                               | R.S. Khan & Cain                                                     | 1972           |
| Podospora papilliformis                           | Cain                                                                 | 1962           |
| Podospora pectinata                               | N. Lundq.                                                            | 1970           |
| Podospora perplexens                              | (Cain) Cain                                                          | 1962           |
| Podospora pistillata                              | Mirza & Cain                                                         | 1970           |
| Podospora platensis                               | (Speg.) Niessl                                                       | 1883           |
| Podospora prethopodalis                           | Cain                                                                 | 1962           |
| Podospora pseudoinquinata                         | S.I. Ahmed & Masood                                                  | 1993           |
| Podospora pyriformis                              | (A. Bayer) Cain                                                      | 1962           |
| Podospora roselliniella                           | Kamyschko                                                            | 1960           |
| Podospora sacchari                                | (B.M. Robison) Y. Marín & Stchigel                                   | 2020           |
| Podospora seminuda                                | (Griffiths) Mirza & Cain                                             | 1970           |
| Podospora serotina                                | Cailleux                                                             | 1969           |
| Podospora sibirica                                | Grebenjuk                                                            | 1971           |
| Podospora spinosa                                 | (Cailleux) S.K. Huang & K.D. Hyde                                    | 2021           |
| Podospora spinulosa                               | R.S. Khan & Cain                                                     | 1972           |
| Podospora striatispora                            | (Furuya & Udagawa) Y. Marín & Stchigel                               | 2020           |
| Podospora strobiliformis                          | Teng                                                                 | 1936           |
| Podospora taenioides                              | (Griffiths) Cain                                                     | 1962           |
| Podospora trichomanes                             | N. Lundq.                                                            | 1972           |
| Podospora venezuelensis                           | Mirza & Cain                                                         | 1970           |
| Podospora vertesensis                             | (Tóth) N. Lundq.                                                     | 1972           |
| Podospora xerampelina                             | N. Lundq.                                                            | 1972           |